# 大連中心・裕景

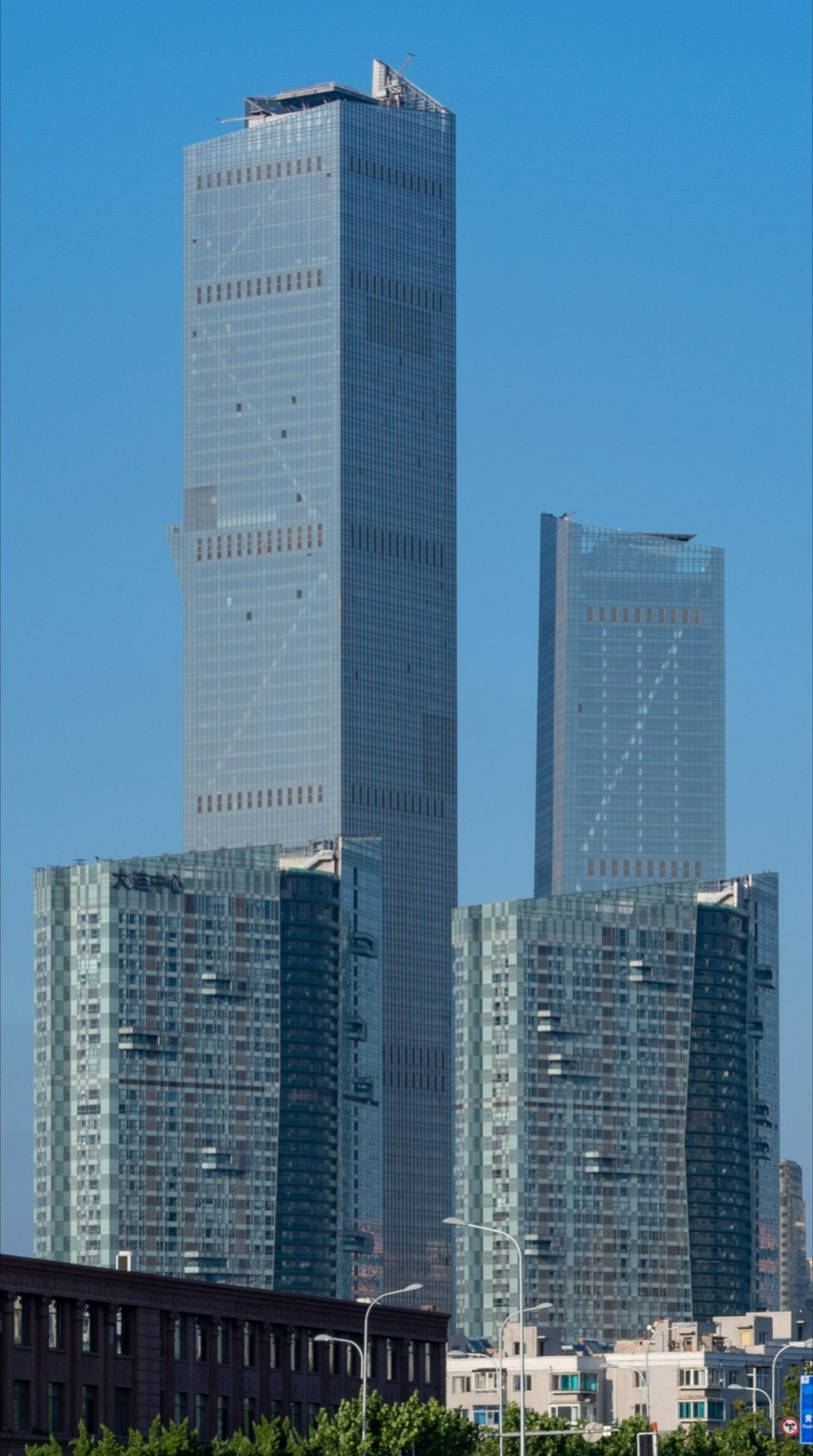
遠景

大連中心・裕景（だいれんちゅうしん・イートン、大连中心·裕景、Eton Place Dalian）は、中華人民共和国遼寧省大連市中山区にある超高層ビル。

## 概要
陳永栽率いる裕景グループによる開発プロジェクトである。
地上81階建て、高さ383.45mで、遼寧省で最も高い建築物である。2009年に着工し、2015年に竣工した。
同じ開発区域内には他に高さ280m62階建てのオフィスビル、3棟の43階建て超高層マンションが建ち並ぶ。
下層階はショッピングモールとなっている。
設計はアメリカのNBBJである。

## アクセス
- 大連駅から徒歩7分